# شرق هاونزلو (محطة مترو أنفاق لندن)
شرق هاونزلو (بالإنجليزية: Hounslow East)‏ هي إحدى محطات مترو أنفاق لندن. تقع على خط بيكاديلي أفتتحت في المنطقة (Zone) رقم 4 أفتتحت في 1 مايو 1883.